# Fritz Stamer
Friedrich "Fritz" Stamer, né le 28 novembre 1897 à Hanovre (Empire allemand) et mort le 20 décembre 1969 à Oberursel (Allemagne), est un pilote allemand, instructeur de vol et concepteur d'aéronefs.
Après la Première Guerre mondiale, il a participé de manière significative à la formation de pilotes sur des planeurs monoplaces et est connu pour être le pilote du premier planeur propulsé par fusée.

## Biographie
Pendant la Première Guerre mondiale, Fritz Stamer est blessé à Langemark. Après son rétablissement, il est formé comme pilote à la FEA 5 à Hanovre et passe son examen de pilote en 1917. Le 14 août 1918, son DFW C.V est abattu à Lunéville et il est emprisonné pendant un an et demi à la prison d'Etranches.
Après sa libération le 28 février 1920, il termine ses études d'architecture et, en 1921, il travaille comme assistant chez Weltensegler  Gmbh (en) pour la Reichswehr, tout en étant instructeur de vol et directeur de l'école de vol à voile de la Wasserkuppe (un certain nombre de membres de la Reichswehr possédant des compétences « civiles » avaient la possibilité de piloter un planeur).
Les 10 et 11 juin 1928, il est le premier à piloter un planeur RRG-Ente propulsé par une fusée. Cependant, après le troisième vol, la machine a brûlé.
Il rejoint le parti nazi en 1932. Pendant la Seconde Guerre mondiale, il est instructeur pour les pilotes de planeurs de transport militaire.
En janvier 1947, il est identifié par les Américains comme une personne d'intérêt vivant à Freilassing, en Haute-Bavière.
Après la guerre, il est l'un des fondateurs de l'Aero Club allemand.

## Travaux
- Der Bau von Flugmodellen. HG Media, Engelsband 1997,  (ISBN 3-931438-03-1) (Nachdruck der Ausgabe Berlin 1927)
- Gleitflug und Gleitflüge. Volckmann, Berlin
  - Bd. 1. Konstruktion und praktische Flugversuche (1927)
  - Bd. 2. Bauanweisungen und Bauzeichnungen (1928)
- Ein Gleitflugkursus in Bildern. - Berlin :  Klasing & Co, 1928, 2. Aufl. 1934
- Handbuch für den Jungsegelflieger. - Berlin, 1930
- Handbuch für den Jungsegelflieger. - Berlin, 1930
  - Bd. 1. Ausbildung, Maschinen, Werkzeuge, Instrumente (1930)
  - Bd. 2. Aerodynamik, Statik, Fachausdrücke (1931)
- Gleit- und Segelflugschulung. - Berlin : Volckmann, Berlin, 1931
- Zwölf Jahre Wasserkuppe. - Berlin : Reimar Hobbing, 1933
- Segelflieger. - Berlin : Teubner, 1936
- Jungen werden Flieger. - Stuttgart : Franckh, 1937
- Der Luftkampf. - Beitrag in „Durch die weite Welt“ Band XV-1937
- Wege über Wolken. - München : Pohl, 1951
- Der Segelflug und das Segelfliegen. - Wuppertal : Spohr, 1953